# 上郡
上郡為戰國時期魏國所置。
秦惠王十年（前328年），魏國獻上郡15縣與秦，為秦初三十六郡之一，郡治膚施縣（在今陕西省榆林市南）。西漢、東漢時沿置，郡治未變。漢靈帝末，因羌胡大擾而遷徙，曹魏時與其他郡縣併為新興郡。隋朝時鄜城郡改名為「上郡」，唐朝以後成為歷史名詞。

## 政區沿革

### 秦朝
據王蘧常先生的考証，秦上郡轄縣可考者有：
- 陽周縣
- 榆中縣
- 高奴縣

### 西漢
據《漢書》記載，漢平帝元始二年（西元2年）時，有戶103683，人口606658。領縣23：
- 膚施縣
- 獨樂縣
- 陽周縣
- 木禾縣
- 平都縣
- 淺水縣
- 京室縣
- 洛都縣
- 白土縣
- 襄洛縣
- 原都縣
- 漆垣縣
- 奢延縣
- 雕陰縣
- 推邪縣
- 楨林縣
- 雕陰道
- 高奴縣
- 冝都縣
- 龜茲縣，屬國都尉治。
- 高望縣，北部都尉治。
- 望松縣，北部都尉治。

### 東漢
據《後漢書》記載，漢順帝永和五年（140年），有戶5169，人口28599。領縣10：
- 膚施縣
- 白土縣
- 漆垣縣
- 奢延縣
- 雕陰縣
- 楨林縣
- 定陽縣
- 高奴縣
- 龜茲縣，復置屬國都尉[2]
- 候官縣

### 隋代上郡
隋大業二年（606年），改敷州為鄜城郡，大業三年（607年）改稱上郡，領中部、敷城、洛川、三川、洛交5縣。
唐武德元年（618年），改上郡為鄜州。天寶元年（742年）復置上郡。乾元元載（753年）撤郡，設綏州。至此「上郡」成為歷史名詞。

## 歷代郡守

### 秦朝
- □閒，秦昭襄王七年（前300年）見在任。(見《秦本紀》)
- □壽（或為向壽），秦昭襄王十二年（前295年）見在任。(見《十二年上郡守壽戈》銘文)
- □曆，秦昭襄王二十五年（前282年）見在任。(見《廿五年上郡守曆戈》銘文)
- □趞，秦昭襄王二十七年（前280年）見在任。(見《廿七年上郡守趞戈》銘文)
- □水，秦莊襄王二年（前248年）見在任。(見《二年上郡守水戈》銘文)
- □憲，秦始皇三年（前244年）見在任。(見《上郡守憲戈》銘文)
- □疾，戰國末期。(見《貞松堂集古遺文》)

### 西漢
- □襄，漢高祖時。
- 李廣，漢景帝時。
- 馮野王（前32年─？），由大鴻臚貶為郡守。
- 馮立，漢成帝建始中任。
- 王□，西漢末任。

### 東漢
- 馬員，王莽時任，東漢建武年初留任。
- 王旻，漢桓帝延熹年末卒於任上。
- 邸杜，不知何時。
- 勉昂，不知何時。
- 扈育，不知何時。
- 免乙，不知何時。